# خطاب الملك (مسلسل تلفزيوني)
خطاب الملك (بالإنجليزية: (The Letter for the King (TV series)) عبارة عن مسلسل تلفزيوني مغامر قادم تم تطويره بواسطة ويل ديفدس وفيلم ويڨ نيتفلكس استنادًا إلى الكتاب الهولندي دي برايڨ فور دي كونينج لـ Tonke Dragt . تم تعيين سلسلة الحلقات الست في 20 مارس 2020.

## فرضية
يجد الفارس الطموح (اتراي) البالغ من العمر 16 عامًا نفسه في مهمة محفوفة بالمخاطر لإيصال رسالة سرية إلى الملك الذي يعيش عبر الجبال العظمى.

## المصبوب
- أمير ويلسون في دور تيوري
- جيجز بلوم في دور الأمير فيريديان
- روبي آشبورن سركيس في دور لافينيا
- نثنائيل صالح في دور بياك
- ثادية غراهام في دور اوني
- إسلام بوعكاز في دور عرمان
- جاك بارتون في دور فولد
- جونا ليس في دور جوسيبو
- يعقوب أوفتيبرو في دور ولي العهد الإيريديوم
- يوريك فان فاجينينغن كملك فافيان
- إميلي كوكوريل في دور الملكة إليانور
- كين نوسو في دور ريستريدين
- بيتر فرديناندو في دور جارو
- كيمي بو جاكوبس في دور داريا
- ديفيد ويلموت في دور سلوبور
- توفيق برهوم في دور جبروت
- أوميد جليلي في دور السير فانتومار

## إنتاج
في يوليو 2018 ، تم الإعلان عن طلب نيتفلكس سلسلة أصلية بناءً على عرض موجز لـ Tonk Dragt's De Brief voor de Koning مع Will Davies كمعرض رئيسي ومنتج تنفيذي.  هذا هو أول تعديل لـ نيتفلكس لكتاب هولندي، على الرغم من أنه سيتم تكييفه باللغة الإنجليزية ؛  السلسلة بعنوان الترجمة الإنجليزية، التي نشرت في عام 2014. حصلت FilmWave على الحقوق الدولية في صفقة مع Leopold. [1]  بول تريجبيتس من FilmWave منتج تنفيذي، وكريس كلارك ينتج، وأليكس هولمز وفيليكس تومبسون يديرانه. [2]
تم الإعلان عن التمثيل في ديسمبر 2018 مع أمير ويلسون في الدور القيادي. [1]
تم الإعلان عن التمثيل في ديسمبر 2018 مع أمير ويلسون في الدور القيادي. [1]
.
تم التصوير الفوتوغرافي للمبدأ في نيوزيلندا وبراغ .

## إطلاق سراح
تم إصدار الصور الترويجية ذات النظرة الأولى في يناير عام 2020 ، تليها دعابة في فبراير.
1. ↑  ParryBillings، Hannah (19 فبراير 2020). "The Letter for the King on Netflix: When is it released, and what is it about?". Radio Times. مؤرشف من الأصل في 2020-02-28. اطلع عليه بتاريخ 2020-02-25.
2. ↑  Andreeva، Nellie؛ Petski، Denise (12 ديسمبر 2018). "Netflix Sets Cast For 'The Letter For The King' Series Based On Classic Dutch Novel". مؤرشف من الأصل في 2020-02-17. اطلع عليه بتاريخ 2020-02-24.
3. ↑  "Dutch children's classic 'The Letter for the King' is a new Netflix series". 29 يناير 2020. مؤرشف من الأصل في 2020-02-28. اطلع عليه بتاريخ 2020-02-24.
4. ↑  Gibbs، Adrienne (28 يناير 2020). "First Look: Netflix's New Series 'The Letter For The King'". مؤرشف من الأصل في 2020-01-29. اطلع عليه بتاريخ 2020-02-24.
5. ↑  Weiss، Josh (29 يناير 2020). "The Letter for the King teaser reveals Netflix's fantasy reach beyond The Witcher". مؤرشف من الأصل في 2020-02-24. اطلع عليه بتاريخ 2020-02-24.

## وصلات خارجية
- خطاب الملك (مسلسل تلفزيوني) على موقع IMDb (الإنجليزية)
- خطاب الملك (مسلسل تلفزيوني) على موقع روتن توميتوز (الإنجليزية)
- خطاب الملك (مسلسل تلفزيوني) على موقع نتفليكس (الإنجليزية)
- خطاب الملك (مسلسل تلفزيوني) على موقع كينوبويسك (الروسية)
- خطاب الملك (مسلسل تلفزيوني) على موقع قاعدة بيانات الفيلم (الإنجليزية)